# Josef Lukeš
Josef Lukeš (18. května 1870 Žerotín – 4. července 1956 Opava) byl český a československý politik, poslanec Slezského zemského sněmu, meziválečný poslanec Revolučního národního shromáždění za Republikánskou stranu československého venkova (od roku 1922 známá jako Republikánská strana zemědělského a malorolnického lidu). V letech 1920–1929 byl senátorem Národního shromáždění ČSR.

## Život
Narodil se ve statkářské rodině. Po vychození obecné školy v Žerotíně pokračoval ve studiu na gymnáziích v Přerově a Olomouci. Studia dokončil na gymnáziu v Litomyšli, kde v roce 1892 maturoval. Zde měl na něj vliv místní gymnaziální profesor dějepisu a zeměpisu Alois Jirásek. Vysokoškolská studia práv zahájil na Univerzitě ve Vídni, ale v roce 1893 přestoupil na Karlo-Ferdinandovu univerzitu v Praze. V letech 1909–1918 zasedal jako poslanec Slezského zemského sněmu. Působil ve Frýdku, v letech 1899–1904 byl soudcem v Bohumíně, od roku 1904 v Ostravě a od roku 1908 v Opavě. V Bohumíně se podílel na založení Občanské besedy.
Od roku 1918 zasedal v československém Revolučním národním shromáždění. Byl profesí radou zemského soudu, v roce 1924 se uvádí jako vrchní rada zemského soudu v Opavě a místopředseda zemské správní komise pro Slezsko. V parlamentních volbách v roce 1920 získal senátorské křeslo v Národním shromáždění. Mandát obhájil v parlamentních volbách v roce 1925 a v senátu setrval do roku 1929.
Angažoval se v menšinových otázkách a byl odborníkem na národnostní tematiku. V roce 1919 se podílel na vzniku Českého družstva pro výstavbu rodinných domků v Opavě, které vykoupilo pozemky v lokalitě Kylešovský kopec a provádělo tam výstavbu domů. Byl předsedou tohoto družstva. Působil i jako člen komise pro určení hranic mezi ČSR a Polskem v Paříži a byl členem plebiscitní komise na Těšínsku. Po druhé světové válce byl v letech 1946–1947 členem národního výboru v Opavě. Dne 28. října 1997 prezident České republiky Václav Havel vyznamenal (in memoriam) Josefa Lukeše medailí Za zásluhy I. stupně.

## Rodina
- Jeho vnučka Šárka Lukešová Southern je americká vědkyně a zakladatelka Gaia Medical Institute ve Spojených státech.[13][14][15]
- Jeho vnuk prof. Igor Lukeš je český historik, který od 70. let 20. století žije v Americe.[1]
- Jeho vnukem je český architekt, historik architektury, odborný publicista a vysokoškolský pedagog Ing. arch. Zdeněk Lukeš.[1]
- Jeho snachou byla česká spisovatelka PhDr. Milena Lukešová.[1]
- Jeho zetěm byl akademický sochař, výtvarník a ilustrátor Vladimír Kýn.[1]